# Campoletis diversa
Campoletis diversa är en stekelart som först beskrevs av Henry Lorenz Viereck 1925.  Campoletis diversa ingår i släktet Campoletis och familjen brokparasitsteklar. Inga underarter finns listade.